# Reprezentacja Słowacji na żużlu
Reprezentacja Słowacji na żużlu – grupa żużlowców reprezentujących Republikę Słowacką w sportowych imprezach międzynarodowych. Za jej funkcjonowanie odpowiedzialna jest Slovenská motocyklová federácia (SMF).

## Kadra
Następujący żużlowcy zostali nominowani do reprezentowania Słowacji w zawodach FIM i FIM Europe w sezonie 2023:
Seniorzy:
- Martin Vaculík
- Jakub Valkovič

## Osiągnięcia

### Mistrzostwa świata
Indywidualne mistrzostwa świata
- 3. miejsce (1):
  - 2023 – Martin Vaculík

### Mistrzostwa Europy
Indywidualne mistrzostwa Europy
- 1. miejsce (1):
  - 2013 – Martin Vaculík

Indywidualne mistrzostwa Europy juniorów
- 3. miejsce (1):
  - 2009 – Martin Vaculík

## Słowaccy Mistrzowie Europy
| Imię i nazwisko | Tytuły ME | Indywidualni (od 2001) | Indywidualni (od 2001) | Pary (od 2004) | Pary (od 2004) | Drużynowi (od 2022) | Drużynowi (od 2022) | Tytuły MEJ | Indywidualni U-19 (od 1998) | Indywidualni U-19 (od 1998) | Pary U-19 (od 2021) | Pary U-19 (od 2021) | Drużynowi U-24 (od 2008) | Drużynowi U-24 (od 2008) | Tytuły łącznie |
| Imię i nazwisko | Tytuły ME | Łącznie                | Lata                   | Łącznie        | Lata           | Łącznie             | Lata                | Tytuły MEJ | Łącznie                     | Lata                        | Łącznie             | Lata                | Łącznie                  | Lata                     | Tytuły łącznie |
| --------------- | --------- | ---------------------- | ---------------------- | -------------- | -------------- | ------------------- | ------------------- | ---------- | --------------------------- | --------------------------- | ------------------- | ------------------- | ------------------------ | ------------------------ | -------------- |
| Martin Vaculík  | 1         | 1                      | 2013                   |                |                |                     |                     |            |                             |                             |                     |                     |                          |                          | 1              |